# 巴达里文化
27°00′N 31°25′E / 27.000°N 31.417°E
巴达里文化（又译拜达里文化）上埃及早期的文化之一（约公元前4000年），典型遗址为尼罗河东岸的拜达里。该文化通过20世纪20年代英国人的考古发掘而为人所知，为塔西文化的延续，该文化以从村落以及墓地所发掘出的复杂的陶器和石器加工用品为其代表。

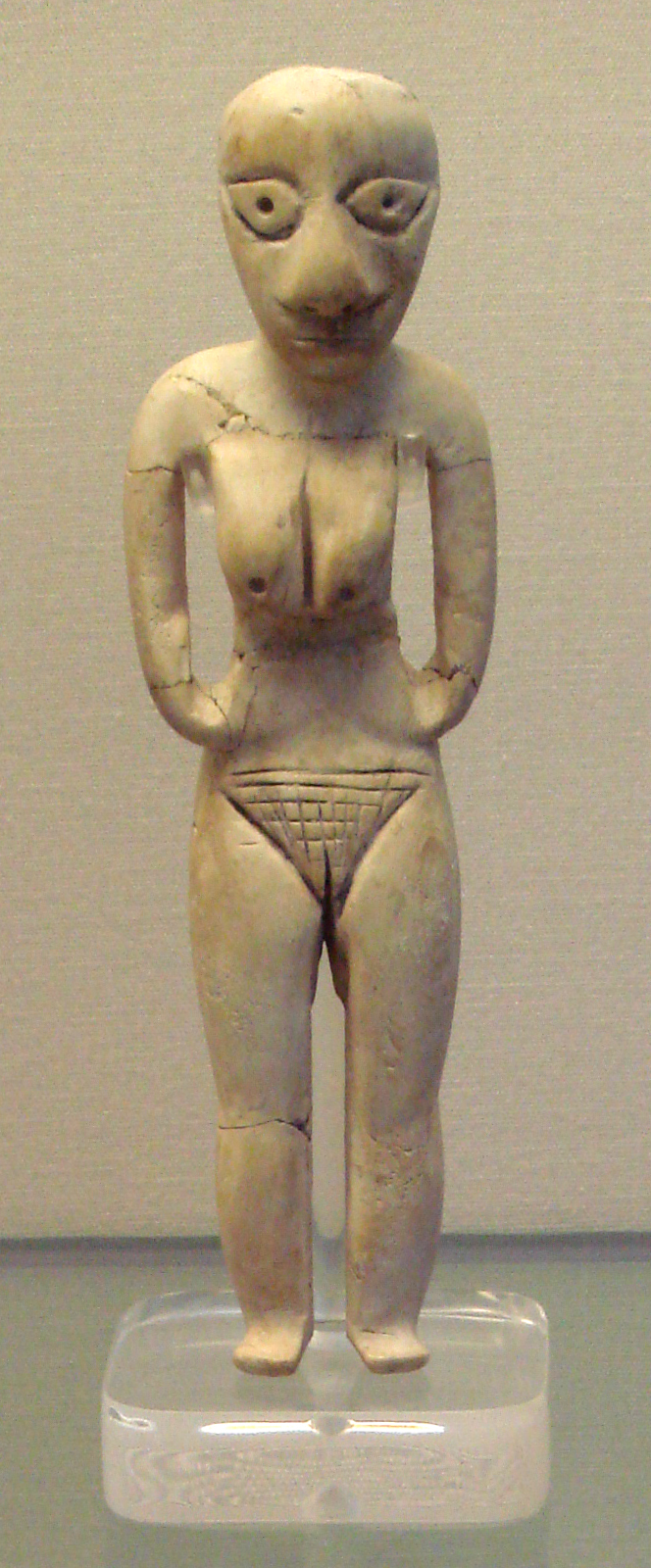
有关拜达里文化的文物

## 位置
它在上埃及阿斯尤特省的一个地区 El-Badari（阿拉伯语：البداري）被发现。它位于 Matmar 和 Qau 之间，位于今卢克索（古底比斯）西北约 200 公里（120 英里）处。El-Badari 包括许多前王朝墓地（特别是 Mostagedda、Deir Tasa 和 el-Badari 墓地本身），以及位于 Hemmieh 的至少一个早期前王朝定居点。该地区沿尼罗河东岸绵延 30 公里（19 英里）。一些 Badarian 遗址还显示了后来前王朝使用的证据。
它最初是由 Guy Brunton 和 Gertrude Caton-Thompson 在 1922 年至 1931 年间挖掘的。已经找到了大约 40 个定居点和 600 个坟墓。

## 文化特色
巴达里亚经济主要以农业、渔业和畜牧业为基础。Badari 文化中的人群种植小麦、大麦、扁豆和块茎。已发现的坑可能用作粮仓。他们养牛、绵羊和山羊;他们的牲畜和狗都被举行了仪式性的葬礼。他们使用回旋镖， 从尼罗河捕鱼并捕猎瞪羚。
人们对他们的建筑知之甚少，尽管在一个地点发现了木桩的遗迹，并且可能与结构不明的小屋或庇护所有关。
死者被包裹在芦苇席或动物皮中，埋在坑中，他们的头通常朝南，朝西。这似乎与后来的王朝传统相吻合，即西方是死者之地。他们有时伴随着象牙雕刻的女性殡仪人物，或个人物品，如贝壳、燧石工具、羚羊和河马等动物形状的护身符， 以及象牙、石英或铜制成的珠宝。在石板上也发现了绿色的孔雀石矿石，可能是为了个人装饰。工具包括端刮器、斧头、双面镰刀和凹底箭头。社会分层是从社区中更富裕的成员埋葬在墓地的不同部分推断出来的。在这些墓地发现了黑顶陶器。这些作品具有独特的波纹图案，被认为是 Badarian 文化最具特色的元素。

## 贸易
在 Badari 遗址发现的玄武岩花瓶很可能是从三角洲地区或西北部沿河交易的。贝壳大量来自红海。土耳其石可能来自西奈半岛。建议将叙利亚与四柄罐装的硬粉色器皿联系起来。带有白色刻痕的黑色陶器可能直接来自西方，也可能来自南方。斑岩板与努比亚后来的斑岩板类似，但材料可能来自红海山脉。釉面滑石珠子不是在当地制造的。这些都表明 Badarians 不是一个孤立的部落，而是与他们四面八方的文化都有接触。他们也不是游牧民族，拥有如此大和脆弱的花盆，不适合流浪者使用。

## 扩展阅读
- Guy Brunton and Gertrude Caton-Thompson: The Badarian civilisation and predynastic remains near Badari, British School of Archaeology in Egypt, London, 1928.